# Javier Moreno Ruiz
Javier Moreno Ruiz (n. 10 de noviembre de 1970) es un Maestro Internacional de ajedrez español.

## Resultados destacados en competición
Ganó el VI Campeonato de España individual abierto, en León en el año 2006.